# Vladimir Mikhaïlovitch Wolkenstein
Vladimir Mikhaïlovitch Wolkenstein (en russe : Владимир Михайлович Волькенштейн), né le 2 octobre 1883 à Saint-Pétersbourg et mort le 30 novembre 1974, est un poète, dramaturge, critique de théâtre et scénariste russe puis soviétique. 

## Biographie
Vladimir Mikhaïlovitch Wolkenstein est un membre de la famille Wolkenstein, famille judéo-allemande de l’Empire russe. Il naît le 2 octobre 1883 dans un milieu d'intellectuels de Pétersbourg. Son père, Mikhaïl Philippovitch Wolkenstein (1859-1934) est un avocat célèbre, camarade de classe de Tchekhov, ami de Chaliapine, Korolenko, Stanioukovitch (en), Garine-Mikhaïlovski (en), Doboujinski (marié avec sa nièce Elisabetha Ossipovna Wolkenstein, (1874-1965)).  
Sa mère Varvara Abramovna Rabinovitch (1861-1942) meurt durant le siège de Leningrad.
Ses parents se séparent quand il est enfant. En 1893, son père se remarie avec sa nièce Klara Ossipovna Wolkenstein, la fille de son demi-frère Ossip Philippovitch Wolkenstein (1865-?). 
Vladimir étudie au gymnasium Sainte-Anne (ru), puis à la Faculté de droit de l'université de Saint-Pétersbourg (1907). 
Il est membre du conseil d'administration et du conseil du Premier Studio du Théâtre d'art de Moscou. Il publie dans Journal pour tous, Monde contemporain, Pensée russe, Richesse russe, Slovo...
Il devient professeur à l’Institut Valérian-Brioussov en 1924. Il meurt le 30 novembre 1974.

## Famille
- Son oncle Lev Philippovitch Wolkenstein était un avocat connu.
- Son oncle Akim Philippovitch Wolkenstein était un médecin militaire qui acquit la noblesse héréditaire.
- Sa première épouse (1907-1909) était la poétesse Sophia Parnok[2].
- Son fils né de son second mariage est le physicien Mikhaïl Vladimirovitch Wolkenstein.
- Sa troisième épouse Maria Stepanovna Gambaryan (ru), née en 1925, est pianiste, professeure à l'Académie Gnessine de musique, artiste émérite de la RSS d'Arménie, artiste émérite de la RSFSR.

## Œuvres

### Tragédies
- Ivan le Terrible (1908) ;
- Les Errants (Kaliki perehozie) (1913) ; mise en scène au Premier Studio en 1914 par Richard Boleslawski[3].
- Hérode et Miriamna (1916) ;
- Paganini (1920) ;
- Akher (1922) ;
- Le Dalaï Lama (1926) ;
- Spartacus (la pièce a été présentée le 6 septembre 1923 au théâtre de la Révolution à Moscou. Mis en scène par V. M. Bebutova, interprété par V.A. Chestakov (ru) et composé par N. N. Popova) ;
- Rustam et Sukhrob (1941) ;
- Mort de Lincoln (1966) ;
- La Papesse Jeanne, selon le plan non réalisé de la tragédie de Pouchkine.

### Comédies
- Marinka (1918)
- L'Expérience de M. Webb (1918, 1922)
- Hussards et pigeons (1928)
- Makhnovtsy (1930)

### Autres
- La Sorcière (1915)
- Cërnyj Rycar' (Le chevalier noir) (1922)
- Stanislavski, Moscou, sipovnik, 1922
- Mowgli, mise en scène (1923)
- Le Nouveau Prométhée (1960)